# Aeroportul Ua Pou
Aeroportul Ua Pou (IATA: UAP, ICAO: NTMP) este un aeroport din Ua-Pou⁠(d), Polinezia Franceză, Franța ce deservește zona Hakahau⁠(d). Aeroportul a fost tranzitat în 2022 de 3.321 de pasageri.
Situat la o altitudine de 5 m, aeroportul dispune de o singură pistă.